# Parteien der Republik China (Taiwan)
Die Parteien der Republik China (Taiwan) spiegeln die politische Vielfalt der Republik China auf Taiwan wider und werden häufig in Kontrast zum System des monolithischen Einparteiensystems der Volksrepublik China gesetzt.

## Geschichtliche Entwicklung
Die Parteien der Republik China auf Taiwan stehen für einen Zeitabschnitt der Geschichte der politischen Parteien Chinas, der nicht nur mit der Retrozession Taiwans durch Japan mit der Kapitulation im Jahr 1945, sondern mit der Gründung der ersten Partei nach diesem Ereignis beginnt. Da sich China ab 1946 im Bürgerkrieg zwischen der Nationalregierung und der Kommunistischen Partei Chinas befand, setzte die 1947 gewählte Nationalversammlung zwar nach ihrer Konstituierung die neue Verfassung in Kraft, schränkte aber einzelne Verfassungsrechte „für die Dauer der kommunistischen Rebellion“ ein. Durch die erfolgreiche Revolution der Kommunisten auf dem chinesischen Festland und der Ausrufung der Volksrepublik China, verblieb der Republik China nur noch die Insel Taiwan. Dort existierten die regierende Zhongguo Guomindang (中國國民黨), Nationalpartei Chinas, sowie die beiden kleinen Parteien, die Zhongguo Minzhu Shehuidang (中國民主社會黨), Sozialdemokratische Partei Chinas, und die Zhongguo Qingniandang (中國青年黨), die Jungchina-Partei. Die Etablierung einer Zhongguo Minzhudang (中國民主黨), einer Demokratischen Partei Chinas, im Jahr 1960 fiel folglich unter das Verbot der Gründung neuer Parteien im Rahmen der Verfassungseinschränkungen. Die bedeutendste neue Partei wurde in der Folgezeit die Minzhu Jinbudang (民主進步黨), Demokratische Fortschrittspartei, welche zwischen 2000 und 2008 bzw. ab 2016 die Staatspräsidenten stellte. Ansonsten war die Zhongguo Guomindang (中國國民黨), Nationalpartei Chinas, zwischen 1945 und 2000 bzw. 2008 bis 2016 Regierungspartei.
Die politische Umgestaltung Taiwans fiel in eine Phase des „Wirtschaftswunders mit egalitärer Verteilung“ (Yu).
Die ab 1986 einsetzende Re-Demokratisierung beseitigte die verfassungsbeschränkenden Gesetze der Republik China führte zu einem Boom an Parteigründungen. Mit der parlamentarischen Verabschiedung des Parteiengesetzes vom 10. November 2017 bis zur bzw. seiner Verkündigung durch die Präsidentin vom 6. Dezember 2018 konnte die Zahl der Parteien vermindert werden.
Zu den dominanten Parteientypen gehören die beiden zentralen Volksparteien, die Zhongguo Guomindang (Nr. 1) und die Minzhu Jinbudang (Nr. 16), welche jeweils von einem „blauen“ oder einem „grünen“ Lager umgeben sind. Zum blauen Lager zählen Parteien mit Bezug zur Ideologie Sun Yat-sens oder mit China-Bezug, während dem grünen Lager Parteien mit Taiwan-Bezug angehören. Daneben gibt es sozialdemokratische, liberaldemokratische, kommunistische und faschistische Parteien bzw. Parteien mit Bezug zu einer ethnischen Gruppe, zu Arbeits- oder Gewerbeangelegenheiten, zur Sozialversorgung, zu Jugend, Frauen und Minderheiten, zu Umwelt und Naturschutz, von Personen mit Militär- und Regierungsnähe, in Nähe zum Medienbereich, mit spirituellem, philosophischem und religiösem Bezug oder zu Herkunftsregionen.
Die Polarisierung zwischen der Minzhu Jinbudang und der Zhongguo Guomindang ist zwar angesichts häufiger körperlicher Parlamentsauseinandersetzungen offensichtlich, doch wird dabei in der Regel übersehen, dass ein Großteil der Abstimmungen parteiübergreifend und sogar einstimmig getroffen wird.

## Die Parteienliste
Die Reihenfolge der Parteienliste richtet sich nach dem Datum der behördlichen Registrierung, nicht nach dem Gründungsdatum. Die Auflösungen von Parteien richten sich nach dem Parteiengesetz und begannen in der Regel 2018.
| Nr. | Name Pinyin                                                      | Chinesisch                       | Deutsch                                                                             | Gründungsjahr | Auflösung |
| --- | ---------------------------------------------------------------- | -------------------------------- | ----------------------------------------------------------------------------------- | ------------- | --------- |
| 1   | Zhongguo Guomindang                                              | 中國國民黨                       | Nationalpartei Chinas                                                               | 1894          |           |
| 2   | Zhongguo Qingniandang                                            | 中國青年黨                       | Jung-China Partei                                                                   | 1923          |           |
| 3   | Zhongguo Minzhu Shehuidang                                       | 中國民主社會黨                   | Sozialdemokratische Partei Chinas                                                   | 1923/46       |           |
| 4   | Gongdang                                                         | 工黨                             | Arbeiterpartei                                                                      | 1987          |           |
| 5   | Zhongguo Minzhudang                                              | 中國民主黨                       | Demokratische Partei Chinas                                                         | 1988          | 2018      |
| 6   | Zhongguo Minzhu Zengyidang                                       | 中國民主正義黨                   | Demokratie- und Gerechtigkeitspartei Chinas                                         | 1987          |           |
| 7   | Zhonghua Gonghedang                                              | 中華共和黨                       | Republikanische Partei Chinas                                                       | 1988          |           |
| 8   | Zhongguo Lianhedang                                              | 中國聯合黨                       | Unionspartei Chinas                                                                 | 1988          |           |
| 9   | Zhongguo Xin Shehuidang                                          | 中國新社會黨                     | Neue Sozialistische Partei Chinas                                                   | 1987          |           |
| 10  | Zhongguo Minzhongdang                                            | 中國民眾黨                       | Partei der Volksmassen Chinas                                                       | 1987          |           |
| 11  | Zhongguo Zhonghedang                                             | 中國中和黨                       | Chinas Partei der Mitte                                                             | 1894          |           |
| 12  | Zhongguo Tongyidang                                              | 中國統一黨                       | Vereinigungspartei Chinas                                                           | 1988          |           |
| 13  | Tongyi Minzhudang                                                | 統一民主黨                       | Vereinigte Demokratische Partei                                                     | 1988          | 2018      |
| 14  | Zhongguo Zhongyidang                                             | 中國忠義黨                       | Partei für Patriotismus und Gerechtigkeit Chinas                                    | 1989          | 2018      |
| 15  | Laodongdang                                                      | 勞動黨                           | Arbeitspartei                                                                       | 1989          |           |
| 16  | Minzhu Jinbudang                                                 | 民主进步黨                       | Demokratische Fortschrittspartei                                                    | 1986          |           |
| 17  | Zhonghua Qingshaodang                                            | 中華青少黨                       | Partei der jüngeren Generation Chinas                                               | 1989          | 2018      |
| 18  | Zhongguo Laobing Tongyidang                                      | 中國老兵統一黨                   | Vereinigte Veteranenpartei Chinas                                                   | 1978          |           |
| 19  | Qingnian Zhongguodang                                            | 青年中國黨                       | Partei der Jugend Chinas                                                            | 1921          |           |
| 20  | Zhongyi Zhigongdang                                              | 忠義致公黨                       | Partei für das öffentliche Interesse                                                | 1989          |           |
| 21  | Zhongguo Minzhu Qingniandang                                     | 中國民主青年黨                   | Demokratische Jugendpartei Chinas                                                   | 1932          |           |
| 22  | Zhongguo Tieweidang                                              | 中國鐵衛黨                       | Partei der Eisernen Garde Chinas                                                    | 1989          |           |
| 23  | Zhongguo Tuanjiedang                                             | 中國團結黨                       | Partei der Geschlossenheit Chinas                                                   | 1989          |           |
| 24  | Zhongguo Ziyou Minzhudang                                        | 中國自由民主黨                   | Liberaldemokratische Partei Chinas                                                  | 1987          |           |
| 25  | Zhongguo Fuxingdang                                              | 中國復興黨                       | Wiedererstehungspartei Chinas                                                       | 1989          |           |
| 26  | Datongdang                                                       | 大同黨                           | Datong-Partei                                                                       | 1989          |           |
| 27  | Zhongguo Guo´andang                                              | 中國國安黨                       | Partei des Nationalen Friedens Chinas                                               | 1989          |           |
| 28  | Zhongguo Hepingdang                                              | 中國國民黨                       | Friedenspartei Chinas                                                               | 1989          |           |
| 29  | Zhongguo Minzhu Gexindang                                        | 中國民主革新黨                   | Demokratische Reformpartei Chinas                                                   | 1987          |           |
| 30  | Minzhu Ziyoudang                                                 | 民主自由黨                       | Demokratisch-Liberale Partei                                                        | 1989          |           |
| 31  | Minzhu Xindongdang                                               | 民主行動黨                       | Aktionspartei Chinas                                                                | 1989          | 2018      |
| 32  | Zhongguo Minzhu Xianzhengdang                                    | 中國民主憲政黨                   | Partei für eine demokratische Verfassung Chinas                                     | 1989          |           |
| 33  | Zhongguo Datong Minzhudang                                       | 中國大同民主黨                   | Demokratische Datongpartei Chinas                                                   | 1987          |           |
| 34  | Zhongguo Hongying Aiguodang                                      | 中國洪英愛國黨                   | Patriotische Hongyingpartei Chinas                                                  | 1989          |           |
| 35  | Dagongdang                                                       | 大公黨                           | Gerechtigkeitspartei                                                                | 1988          |           |
| 36  | Zhongguo Ziqiangdang                                             | 中國自強黨                       | Selbststärkungspartei Chinas                                                        | 1989          |           |
| 37  | Zhongguo Zhongqingdang                                           | 中國中青黨                       | Partei junger Erwachsener Chinas                                                    | 1923          |           |
| 38  | Zhonghua Zhengtongdang                                           | 中華正統黨                       | Wahre Chinesische Partei                                                            | 1989          |           |
| 39  | Zhongguo Minzhu Tongyidang                                       | 中國民主統一黨                   | Demokratische Vereinigungspartei Chinas                                             | 1989          |           |
| 40  | Zhongguo Quanmindang                                             | 中國全民黨                       | Partei des gesamten Volkes Chinas                                                   | 1989          |           |
| 41  | Zhongguo Baomindang                                              | 中國保民黨                       | Volksbeschützende Partei Chinas                                                     | 1989          |           |
| 42  | Nongmindang                                                      | 農民黨                           | Bauernpartei Chinas                                                                 | 1989          |           |
| 43  | Zhongguo Chongshan Zhengyidang                                   | 中國崇尚正義黨                   | Partei der Anhänger der Gerechtigkeit Chinas                                        | 1989          |           |
| 44  | Zhongguo Minzhidang                                              | 中國民治黨                       | Partei der Volksregierung Chinas                                                    | 1989          |           |
| 45  | Zhongguo Renquan Cujindang                                       | 中國人權促進黨                   | Partei zur Förderung der Menschenrechte Chinas                                      | 1989          |           |
| 46  | Zhongguo Minzhengdang                                            | 中國民政黨                       | Partei für demokratische Politik Chinas                                             | 1990          |           |
| 47  | Taiwan Yuanzhumindang                                            | 台灣原住民黨                     | Partei der Ureinwohner Taiwans                                                      | 1990          |           |
| 48  | Zhongxindang                                                     | 中興黨                           | Wiedererstarkungspartei                                                             | 1990          | 2018      |
| 49  | Zhongguo Minfudang                                               | 中國民富黨                       | Volkswohlstandspartei Chinas                                                        | 1990          |           |
| 50  | Minzhu Gonghedang                                                | 民主共和黨                       | Partei der demokratischen Republik                                                  | 1990          |           |
| 51  | Zizhu Minxingdang                                                | 自主民行黨                       | Partei der selbstbestimmten Volksaktion                                             | 1990          |           |
| 52  | Zhonghua Quanmin Junfudang                                       | 中華全民均富黨                   | Partei für gerechten Wohlstand des chinesischen Volkes                              | 1990          |           |
| 53  | Zhongguo Datong Shehuidang                                       | 中國大同社會黨                   | Partei der gesellschaftlichen Gleichheit Chinas                                     | 1990          | 2018      |
| 54  | Tianxia Weigongdang                                              | 天下為公黨                       | Tianxia Weigong-Partei                                                              | 1990          |           |
| 55  | Zhongguo Qingnian Minzhudang                                     | 中國青年民主黨                   | Partei der demokratischen Jugend Chinas                                             | 1990          |           |
| 56  | Zhenlidang                                                       | 真理黨                           | Wahrheitspartei                                                                     | 1990          |           |
| 57  | Zhongguo Datong Tongyidang                                       | 中國大同統一黨                   | Partei der Gleichheit und Vereinigung Chinas                                        | 1990          |           |
| 58  | Zhongguo Binying Fuguodang                                       | 中國檳英富國黨                   | Partei der Betelnussindustrie für die Wohlstandsentwicklung Chinas                  | 1990          |           |
| 59  | Zhonghua Shehui Minzhudang                                       | 中華社會民主黨                   | Sozialdemokratische Chinesische Partei                                              | 1990          |           |
| 60  | Xin Zhongguo Minzhu Jianshedang                                  | 新中國民主建設黨                 | Partei des demokratischen Aufbaus des Neuen China                                   | 1990          |           |
| 61  | Zhongguo Ziyou Shehuidang                                        | 中國自由社會黨                   | Liberalsozialistische Partei Chinas                                                 | 1991          | 2018      |
| 62  | Zhongguo Zilidang                                                | 中國自立黨                       | Unabhängigkeitspartei Chinas                                                        | 1991          |           |
| 63  | Zhongguo Quanmin Fulidang                                        | 中國全民福利黨                   | Wohlfahrtspartei des gesamten Volkes Chinas                                         | 1991          | 2018      |
| 64  | Zhongguo Funüdang                                                | 中國婦女黨                       | Frauenpartei Chinas                                                                 | 1991          |           |
| 65  | Zhongguo Funü Minzhudang                                         | 中國婦女民主黨                   | Demokratische Frauenpartei Chinas                                                   | 1991          |           |
| 66  | Quanguo Minzhu fei Zhengdang Lianmeng                            | 全國民主非政黨聯盟               | Überparteiliche demokratische Union der gesamten Nation                             | 1991          |           |
| 67  | Zhongguo Renmin Xingdongdang                                     | 中國人民行動黨                   | Partei der Volksaktion Chinas                                                       | 1991          |           |
| 68  | Zhonghua Laogongdang                                             | 中華勞工黨                       | Chinesische Arbeiterpartei                                                          | 1991          |           |
| 69  | Quanguo Laogongdang                                              | 全國勞工黨                       | Arbeiterpartei der gesamten Nation                                                  | 1992          |           |
| 70  | Zhonghua Shaoshu Minzu Zhengyidang                               | 中華少數民族正義黨               | Chinesische Gerechtigkeitspartei für ethnische Minderheiten                         | 1992          |           |
| 71  | Zhonghua Minzu Gonghedang                                        | 中華民族共和黨                   | Republikanische Partei des chinesischen Volkes                                      | 1992          | 2018      |
| 72  | Zhonghua Anqingdang                                              | 中華安青黨                       | Chinesische Anqingpartei                                                            | 1992          |           |
| 73  | Gongmindang                                                      | 公民黨                           | Bürgerpartei                                                                        | 1993          |           |
| 74  | Xindang                                                          | 新黨                             | Neue Partei                                                                         | 1993          |           |
| 75  | Qingnian Xiehe Jinbudang                                         | 青年協和進步黨                   | Einträchtige Fortschrittspartei der Jugend                                          | 1994          |           |
| 76  | Zhongguo Guojiadang                                              | 中國國家黨                       | Nationalpartei Chinas                                                               | 1995          |           |
| 77  | Renmin Tuanjiedang                                               | 人民團結黨                       | Solidaritätspartei des Volkes                                                       | 1995          |           |
| 78  | Xianjindang                                                      | 先進黨                           | Fortschrittspartei                                                                  | 1996          |           |
| 79  | Lüdang                                                           | 綠黨                             | Grüne Partei                                                                        | 1996          |           |
| 80  | Guojia Minzhudang                                                | 國家民主黨                       | Nationaldemokratische Partei                                                        | 1996          |           |
| 81  | Ziran Lüdang                                                     | 自然律黨                         | Naturgesetzpartei                                                                   | 1996          | 2018      |
| 82  | Jianguodang                                                      | 建國黨                           | Staatsaufbaupartei                                                                  | 1996          |           |
| 83  | Zhonghua Xinmindang                                              | 中華新民黨                       | Chinesische Neue Volkspartei                                                        | 1997          |           |
| 84  | Shehui Gaigedang                                                 | 社會改革黨                       | Sozialreformpartei                                                                  | 1997          |           |
| 85  | Minzhu Lianmeng                                                  | 民主聯盟                         | Demokratische Allianz                                                               | 1998          | 2018      |
| 86  | Xin Guojia Lianxian                                              | 新國家連線                       | Neuer Nationaler Zusammenschluss                                                    | 1998          | 2018      |
| 87  | Taiwan Minzhudang                                                | 台灣民主黨                       | Demokratische Partei Taiwans                                                        | 1998          |           |
| 88  | Zhongguo Tiantongdang                                            | 中國天同黨                       | Tiantong-Partei Chinas                                                              | 1999          |           |
| 89  | Zhongshandang                                                    | 中山黨                           | Zhongshan-Partei Sun Yat-sen-Partei                                                 | 1999          |           |
| 90  | Qinmindang                                                       | 中國國民黨                       | Volksnahe Partei                                                                    | 2000          |           |
| 91  | Zhongguo Gonghe Minzhudang                                       | 中國共和民主黨                   | Republikanisch-Demokratische Partei Chinas                                          | 2000          |           |
| 92  | Da Zhonghua Tongyi Zenxian                                       | 大中華統一陣線                   | Große Chinesische Gemeinsame Front                                                  | 2000          |           |
| 93  | Xin Zhongguo Tongyi Cujindang                                    | 新中國統一促進黨                 | Partei zur Förderung eines vereinigten Neuen China                                  | 2000          |           |
| 94  | Taiwan Huixing Zhigongdang                                       | 臺灣慧行志工黨                   | Taiwanische Huixing-Zhigong-Partei                                                  | 2000          |           |
| 95  | Taiwan Tuanjie Lianmeng                                          | 台灣團結聯盟                     | Taiwanische Solidaritätsunion                                                       | 2001          |           |
| 96  | Taiwan Zuqun Tongyi Lianmeng                                     | 台灣族群統一聯盟                 | Union der ethnischen Einheit Taiwans                                                | 2001          | 2018      |
| 97  | Taiwan Wudang                                                    | 台灣吾黨                         | Meine Taiwan-Partei                                                                 | 2001          |           |
| 98  | Zhongguo Taiwan Zhigongdang                                      | 中國台灣致公黨                   | Zhigong-Partei Chinas in Taiwan                                                     | 2002          |           |
| 99  | Fumindang                                                        | 富民黨                           | Partei für den Wohlstand des Volkes                                                 | 2002          |           |
| 100 | Zhongguo Huanmindang                                             | 中國喚民黨                       | Partei des demokratischen Aufrufes Chinas                                           | 2003          |           |
| 101 | Taiwan Gongdang                                                  | 台灣工黨                         | Arbeiterpartei Taiwans                                                              | 2003          |           |
| 102 | Quanmin Zhongyidang                                              | 全民忠義黨                       | Partei der Nationalen Loyalität und Aufrichtigkeit                                  | 2003          | 2018      |
| 103 | Shijie Hepingdang                                                | 世界和平黨                       | Weltfriedenspartei                                                                  | 2004          | 2018      |
| 104 | Gongjiao Lianmeng                                                | 工教聯盟                         | Arbeiterbildungsunion                                                               | 2004          | 2019      |
| 105 | Minsheng Quanli Jinbudang                                        | 民生權利進步黨                   | Fortschrittspartei für Volkswohlfahrt und Recht                                     | 2004          |           |
| 106 | Wudang Tuanjie Lianmeng                                          | 無黨團結聯盟                     | Parteilose Solidaritätsunion                                                        | 2004          |           |
| 107 | Zunyandang                                                       | 尊嚴黨                           | Partei der Würde                                                                    | 2004          |           |
| 108 | Zhonghua Minguo Ziyou Zicaidang                                  | 中華民國自由自在黨               | Sorgenfreie Partei der Republik China                                               | 2004          |           |
| 109 | Baowei Zhonghua Datongmeng                                       | 保衛中華大同盟                   | Liga zur Verteidigung des Chinesentums                                              | 2005          | 2018      |
| 110 | Baohu Taiwan Dalianmeng                                          | 保護台灣大聯盟                   | Verteidigungsunion Taiwans                                                          | 2004          | 2018      |
| 111 | Taiwan Renmin Xingdong Lianmeng                                  | 台灣人民行動聯盟                 | Volksaktionsunion Taiwans                                                           | 2005          |           |
| 112 | Zhonghua Bo´ai Zhigongdang                                       | 中華博愛致公黨                   | Chinesische Partei der Zhigong-Brüderlichkeit                                       | 2005          |           |
| 113 | Zhonghua Tongyi Cujindang                                        | 中華統一促進黨                   | Partei zur Förderung der chinesischen Wiedervereinigung                             | 2005          |           |
| 114 | Zhongguo Minzhu Jinbudang                                        | 中國民主進步黨                   | Demokratische Fortschrittspartei Chinas                                             | 2005          |           |
| 115 | Xin Taiwandang                                                   | 新台灣黨                         | Partei des Neuen Taiwan                                                             | 2004          |           |
| 116 | Taiwan Jianguo Lianmeng                                          | 台灣建國聯盟                     | Union zur Staatsgründung Taiwans                                                    | 2004          |           |
| 117 | Taiwandang                                                       | 台灣黨                           | Taiwan-Partei                                                                       | 2004          |           |
| 118 | Jiruo Fuqing Lianmeng                                            | 濟弱扶傾聯盟                     | Union zur Unterstützung der Armen                                                   | 2006          | 2018      |
| 119 | Taiwan Shenghuodang                                              | 台灣生活黨                       | Partei für das Leben in Taiwan                                                      | 2006          | 2018      |
| 120 | Dangwai Tuanjie Lianmeng                                         | 黨外團結聯盟                     | Solidaritätsunion der Außerparteilichen                                             | 2006          | 2018      |
| 121 | Kejiadang                                                        | 客家黨                           | Hakkapartei                                                                         | 2006          |           |
| 122 | Quanmin Lianzheng Wudang Lianmeng                                | 全民廉政無黨聯盟                 | Parteilose Union für saubere Politik                                                | 2006          | 2018      |
| 123 | Taiwan Xin Kejiadang                                             | 台灣新客家黨                     | Neue Hakkapartei Taiwans                                                            | 2007          |           |
| 124 | Taiwan Pingmin Gonghedang                                        | 台灣平民共和黨                   | Republikanische Partei der Bürger Taiwans                                           | 2007          |           |
| 125 | Quanmin Jiankang Lianmeng                                        | 全民健康聯盟                     | Nationale Gesundheitsunion                                                          | 2007          |           |
| 126 | Ziyou Gongkang                                                   | 自由工黨                         | Liberale Arbeiterpartei                                                             | 2007          |           |
| 127 | Taiwan Guomindang                                                | 臺灣國民黨                       | Nationalpartei Taiwans                                                              | 2007          |           |
| 128 | Taiwan Nongmindang                                               | 台灣農民黨                       | Bauernpartei Taiwans                                                                | 2007          | 2019      |
| 129 | Taiwan Pingmin Minzhudang                                        | 台灣平民民主黨                   | Demokratische Partei der Bürger Taiwans                                             | 2007          | 2018      |
| 130 | Disan Shehuidang                                                 | 第三社會黨                       | Partei der dritten Gesellschaft                                                     | 2007          |           |
| 131 | Zhonghua Gexingdang                                              | 中華革興黨                       | Chinesische Partei für Reform und Wiedererstarken                                   | 2007          | 2018      |
| 132 | Dadao Cibei Jishidang                                            | 大道慈悲濟世黨                   | Partei für den Großen Weg, Barmherzigkeit und die Rettung der Welt                  | 2007          |           |
| 133 | Taiwan Guomin Huiyi                                              | 台灣國民會議                     | Taiwanische Nationalkonferenz                                                       | 2007          | 2019      |
| 134 | Zixian Lianmeng                                                  | 制憲聯盟                         | Union zur Ausarbeitung einer Verfassung                                             | 2007          |           |
| 135 | Minzhu Hepingdang                                                | 民主和平黨                       | Partei für Demokratie und Frieden                                                   | 2007          |           |
| 136 | Taiwan Minzhu Gonghedang                                         | 台灣民主共和黨                   | Demokratisch-Republikanische Partei Taiwans                                         | 2007          |           |
| 137 | Shijie Heping Zhonglidang                                        | 世界和平中立黨                   | Partei für Weltfrieden und Neutralität                                              | 2007          |           |
| 138 | Taiwan Guojiadang                                                | 台灣國家黨                       | Nationalpartei Taiwans                                                              | 2008          | 2018      |
| 139 | Bentu Gongmindang                                                | 本土公民黨                       | Lokale Bürgerpartei                                                                 | 2008          | 2018      |
| 140 | Zhonghua Minshengdang                                            | 中華民生黨                       | Chinesische Volkswohlfahrtspartei                                                   | 2008          |           |
| 141 | Taiwan Gongchandang                                              | 台灣共産黨                       | Kommunistische Partei Taiwans                                                       | 2008          |           |
| 142 | Shijie Laogongdang                                               | 世界勞工黨                       | Weltarbeiterpartei                                                                  | 2008          |           |
| 143 | Zhonghua Minzudang                                               | 中華民族黨                       | Partei des chinesischen Volkes                                                      | 2008          |           |
| 144 | Guangbo Dianxun Lianmengdang                                     | 廣播電訊聯盟黨                   | Partei der Union für Rundfunk und Telekommunikation                                 | 2008          |           |
| 145 | Renmin Shengyin Guangbodang                                      | 人民聲音廣播黨                   | Partei der Übertragung der Stimme des Volkes                                        | 2008          |           |
| 146 | Haixia Liang´an Heping da Lianmengdang                           | 海峽兩岸和平大聯盟黨             | Partei der Großen Union für beidseitigen Frieden in der Taiwanstraße                | 2009          | 2018      |
| 147 | Zhonghua Minguo Gongchandang                                     | 中華民國共産黨                   | Kommunistische Partei der Republik China                                            | 2008          | 2018      |
| 148 | Lixiandang                                                       | 禮憲黨                           | Partei für Riten und Verfassung                                                     | 2009          | 2019      |
| 149 | Taiwan Minshengdang                                              | 台灣民生黨                       | Partei der Volkswohlfahrt Taiwans                                                   | 2009          | 2019      |
| 150 | Xiaodaodang                                                      | 孝道黨                           | Partei der kindlichen Pietät                                                        | 2009          |           |
| 151 | Zhonghua Funüdang                                                | 中華婦女黨                       | Chinesische Frauenpartei                                                            | 2009          |           |
| 152 | Zhongguo Gongchan Lianmeng                                       | 中國共産聯盟                     | Kommunistische Union Chinas                                                         | 2009          | 2018      |
| 153 | Renmin Zuidadang                                                 | 人民最大黨                       | Partei der Volkssouveränität                                                        | 2009          |           |
| 154 | Dongfanghong-Dang                                                | 東方紅黨                         | Der-Osten-ist-rot-Partei                                                            | 2009          | 2019      |
| 155 | Fu´ermosha Fali Jianguodang                                      | 福爾摩沙法理建國黨               | Partei für die Gründung eines Rechtsstaates Formosa                                 | 2009          | 2011      |
| 156 | Renmindang                                                       | 人民黨                           | Volkspartei                                                                         | 2009          | 2014      |
| 157 | Taiwan Minzhu Gongchandang                                       | 臺灣民主共産黨                   | Demokratische Kommunistische Partei Taiwans                                         | 2009          |           |
| 158 | Baidang                                                          | 白黨                             | Weiße Partei                                                                        | 2009          |           |
| 159 | Fenghuangdang                                                    | 鳳凰黨                           | Phönix-Partei                                                                       | 2009          |           |
| 160 | Taiwan Fulidang                                                  | 台灣福利黨                       | Wohlfahrtspartei Taiwans                                                            | 2010          | 2018      |
| 161 | Zhonghua Tiantongdang                                            | 中華天同黨                       | Chinesische Tiantong-Partei                                                         | 2010          | 2018      |
| 162 | Zhonghua Kejiadang                                               | 中華客家黨                       | Chinesische Hakka-Partei                                                            | 2010          |           |
| 163 | Da Zhonghua Meihuadang                                           | 大中華梅花黨                     | Große Chinesische Schlehenblüten-Partei                                             | 2010          |           |
| 164 | Zhonghua Shengchandang                                           | 中華生産黨                       | Chinesische Produktionspartei                                                       |               |           |
| 165 | Zhonghua Jingyingdang                                            | 中華精英黨                       | Chinesische Elitenpartei                                                            | 2010          |           |
| 166 | Taiwan Zhuyidang                                                 | 台灣主義黨                       | Partei der Taiwan-Doktrin                                                           | 2010          |           |
| 167 | Zhongguo Hongmen Zhigongdang                                     | 中國洪門致公黨                   | Partei der Hongmen und Zhigong Chinas                                               | 2010          | 2019      |
| 168 | Taiwan Womende Dang                                              | 台灣我們的黨                     | Unsere Partei Taiwans                                                               | 2010          |           |
| 169 | Dadao Renmindang                                                 | 大道人民黨                       | Volkspartei des Großen Weges                                                        | 2010          |           |
| 170 | Taiwan Minyidang                                                 | 台灣民意黨                       | Partei der öffentlichen Meinung Taiwans                                             | 2010          |           |
| 171 | Taiwan Minzhu Yundongdang                                        | 台灣民主運動黨                   | Partei der Demokratiebewegung Taiwans                                               | 2010          |           |
| 172 | Taiwan Xiaonongdang                                              | 台灣小農黨                       | Kleinbauernpartei Taiwans                                                           | 2010          |           |
| 173 | Zhonghua Jiaguodang                                              | 中華家國黨                       | Chinesische Heimatstaatspartei                                                      | 2010          |           |
| 174 | Zhongguo Shehuidang                                              | 中國社會黨                       | Sozialistische Partei Chinas                                                        | 2010          | 2018      |
| 175 | Zhonghua Jianshedang                                             | 中華建設黨                       | Chinesische Aufbaupartei                                                            | 2010          |           |
| 176 | Yuandang                                                         | 圓黨                             | Runde Partei                                                                        | 2010          |           |
| 177 | Zhonghua Weixindang                                              | 中華維新黨                       | Chinesische Reformpartei                                                            | 2010          |           |
| 178 | Disan Shili Lianmeng                                             | 第三勢力聯盟                     | Union der Dritten Kraft                                                             | 2011          | 2018      |
| 179 | Huashengdang                                                     | 華聲黨                           | Partei der chinesischen Stimme                                                      | 2010          |           |
| 180 | Taiwan Huangjindang                                              | 臺灣黃金黨                       | Partei Goldenes Taiwan                                                              | 2014          | 2018      |
| 181 | Zhengzhi Yiti Lianmeng                                           | 政治議題聯盟                     | Union für politische Fragen                                                         | 2011          |           |
| 182 | Zhonghua Wenhuadang                                              | 中華文化黨                       | Partei der chinesischen Kultur                                                      | 2011          |           |
| 183 | Shijie Keshudang                                                 | 世界客屬黨                       | Welt-Hakka-Partei                                                                   | 2011          |           |
| 184 | Zhongguo Qingliandang                                            | 中國青蓮黨                       | Grüner Lotus-Partei Chinas                                                          | 2011          |           |
| 185 | Taiwan Chenggongdang                                             | 台灣成功黨                       | Erfolgspartei Taiwans                                                               | 2011          | 2019      |
| 186 | Taiwan Qingnian Lianhedang                                       | 台灣青年聯合黨                   | Jugend-Koalitionspartei Taiwans                                                     | 2011          |           |
| 187 | Zhonghua Taishang Aiguodang                                      | 中華台商愛國黨                   | Partei der chinesisch-taiwanischen patriotischen Geschäftsleute                     | 2011          | 2018      |
| 188 | Zhengdang                                                        | 正黨                             | Legitime Partei                                                                     | 2011          |           |
| 189 | Jianbao Mianfei Lianxian                                         | 健保免費連線                     | Zusammenschluss für kostenlose Gesundheitsversorgung                                | 2011          |           |
| 190 | Taiwan Minzudang                                                 | 台灣民族黨                       | Partei der Ethnien Taiwans                                                          | 2011          |           |
| 191 | Zhonghua Lianhedang                                              | 中華聯合黨                       | Chinesische Vereinigte Partei                                                       | 2011          |           |
| 192 | Shidi Gongyou Lianxian                                           | 市地公有連線                     | Zusammenschluss für Gemeineigentum an städtischen Grundstücken                      | 2011          |           |
| 193 | Dadao Zhixing Lianmeng                                           | 大道執行聯盟                     | Union für Dadao-Praxis                                                              | 2011          | 2018      |
| 194 | Jiaoyu Mianfei Lianxian                                          | 教育免費連線                     | Zusammenschluss für kostenlose Bildung                                              | 2011          |           |
| 195 | Taiwan Jiben Falianxian                                          | 台灣基本法連線                   | Zusammenschluss für ein taiwanisches Grundgesetz                                    | 2011          |           |
| 196 | Jiaoke Wen Yusuan Baozhang e Lianmeng                            | 教科文預算保障e聯盟              | Union zum UNESCO Kulturbudget                                                       | 2011          |           |
| 197 | Taiwan Shehui Minzhudang                                         | 台灣社會民主黨                   | Sozialdemokratische Partei Taiwans                                                  | 2011          | 2020      |
| 198 | Xinhua Laodongdang                                               | 新華勞動黨                       | Arbeiterpartei des Neuen China                                                      | 2011          |           |
| 199 | Renmin Minzhu Zhenxian                                           | 人民民主陣線                     | Volksdemokratische Front                                                            | 2011          |           |
| 200 | Zhongguo Xin Hongmendang                                         | 中國新洪門黨                     | Neue Hongmenpartei Chinas                                                           | 2011          |           |
| 201 | Zhengyi Lianmeng                                                 | 正義聯盟                         | Union für Gerechtigkeit                                                             | 2011          |           |
| 202 | Taiwan Jianguodang                                               | 臺灣建國黨                       | Partei für die Staatsgründung Taiwans                                               | 2011          |           |
| 203 | Gonghedang                                                       | 共和黨                           | Republikanische Partei                                                              | 2011          |           |
| 204 | Quanmin Wudang Lianmeng                                          | 全民無黨聯盟                     | Parteilose Union des gesamten Volkes                                                | 2011          | 2020      |
| 205 | Sifa Gaige Lianxian                                              | 司法改革連線                     | Zusammenschluss für Justizreform                                                    | 2011          |           |
| 206 | Yanlun Ziyou Lianmeng                                            | 言論自由聯盟                     | Union für Redefreiheit                                                              | 2011          |           |
| 207 | Zhonghua Chise Lianmeng                                          | 中華赤色聯盟                     | Rote Chinesische Union                                                              | 2011          |           |
| 208 | Zhonghua Penglai Liang´an Heyi da Tongmeng                       | 中華蓬萊兩岸合一大同盟           | Große Chinesische Liga von Penglai zur Einheit in der Taiwan-Straße                 | 2011          |           |
| 209 | Lianhedang                                                       | 聯合黨                           | Vereinigungspartei                                                                  | 2011          |           |
| 210 | Sandeng Guomin Gongyi Renquan Zijiudang                          | 三等國民公義人權自救黨           | Selbstrettungspartei für Menschenrechte für drittklassige Bürger                    | 2011          |           |
| 211 | Taiwan Gemingdang                                                | 台灣革命黨                       | Revolutionspartei Taiwans                                                           | 2011          |           |
| 212 | Minzhu Shehui Fuli Jianguodang                                   | 民主社會福利建國黨               | Partei zur Gründung eines sozialdemokratischen Wohlfahrtstaates                     | 2012          | 2018      |
| 213 | Zhongshan Meihuadang                                             | 中山梅花黨                       | Sun Yat-sen-Schlehenblütenpartei                                                    | 1894          |           |
| 214 | Taiwan Xin Zhumin Fulidang                                       | 台灣新住民福利黨                 | Wohlfahrtspartei für Taiwans Neubürger                                              | 2012          |           |
| 215 | Wenhua Dijiudang                                                 | 文化地球黨                       | Weltkulturpartei                                                                    | 2012          |           |
| 216 | Renmin Zhengyidang                                               | 人民正義黨                       | Volksgerechtigkeitspartei                                                           | 2012          | 2019      |
| 217 | Mingyue Lianmeng                                                 | 明月聯盟                         | Union des hellen Mondes                                                             | 2012          | 2018      |
| 218 | Heping Jianguodang                                               | 和平建國黨                       | Partei für friedlichen Staatsaufbau                                                 | 2012          |           |
| 219 | Taiwan Jinbudang                                                 | 台灣進步黨                       | Fortschrittspartei Taiwans                                                          | 2012          |           |
| 220 | Zhonghua Minguo Guomin Shenghuo Gaishan Lianmeng                 | 中華民國國民生活改善聯盟         | Union zur Verbesserung des Lebens von Bürgern der Republik China                    | 2012          | 2017      |
| 221 | Daogong Minzhudang                                               | 道共民主黨                       | Demokratische Partei des gemeinsamen Weges                                          | 2012          |           |
| 222 | Xiaofei zhi Tuanjie Lianmeng                                     | 消費者團結聯盟                   | Union der Verbrauchersolidaritätskoalition                                          | 2012          |           |
| 223 | Fuqiang Gemingdang                                               | 富強革命黨                       | Revolutionspartei für Reichtum und Stärke                                           | 2012          |           |
| 224 | Taiwan Zhengfushi Lianmeng Gongdang                              | 台灣整復師聯盟工黨               | Taiwanische Bürgerpartei der Heilpraktiker                                          | 2012          |           |
| 225 | Zhonghua Jiankang Lianmeng                                       | 中華健康聯盟                     | Chinesische Gesundheitsunion                                                        | 2012          |           |
| 226 | San Xin Meihuadang                                               | 三新梅花黨                       | Partei der Drei Neuen Schlehenblüten                                                | 2012          |           |
| 227 | Quanmin de Dang                                                  | 全民的黨                         | Partei des gesamten Volkes                                                          | 2012          |           |
| 228 | Zhonghua Minzu Xinxindang                                        | 中華民族信心黨                   | Vertrauenspartei des chinesischen Volkes                                            | 2012          |           |
| 229 | Quanmin Xindongdang                                              | 全民行動黨                       | Partei der Aktion des gesamten Volkes                                               | 2012          |           |
| 230 | Zhonghua Xin Zhumindang                                          | 中華新住民黨                     | Chinesische Neubürgerpartei                                                         | 2012          |           |
| 231 | Taiwan Fanshudang                                                | 台灣番薯黨                       | Süßkartoffelpartei Taiwans                                                          | 2012          |           |
| 232 | Dadao Haotian Lianmeng                                           | 大道昊天聯盟                     | Union des Großen Weges und der Höchsten Gottheit                                    | 2012          |           |
| 233 | Zhonghua Tongxingdang                                            | 中華同興黨                       | Chinesische Partei der gemeinsamen Stärkung                                         | 2012          |           |
| 234 | Taiwan Diyi Minzudang                                            | 台灣第一民族黨                   | Erste Nationen-Partei Taiwans                                                       | 2012          | 2020      |
| 235 | Zhonghua Liang´an Wenhua Jingjidang                              | 中華兩岸文化經濟黨               | Chinesische Partei für beidseitige Kultur und Wirtschaft in der Taiwan-Straße       | 2013          |           |
| 236 | Zhonghua Cibei Zhongyidang                                       | 中華慈悲忠義黨                   | Chinesische Partei für Loyalität und Gerechtigkeit                                  | 2013          |           |
| 237 | Diqiu Gongyi Lianxiang                                           | 地球公義聯線                     | Vereinigung für Weltgerechtigkeit                                                   | 2013          |           |
| 238 | Zhonghua Minguo Taiwan Sanbai Nian Xianzheng Geming Xingdongdang | 中華民國臺灣三○○年憲政革命行動黨 | Aktionspartei 300 Jahre Konstitutionelle Revolution der Republik China auf Taiwan   | 2013          |           |
| 239 | Shehui Gaizaodang                                                | 社會改造黨                       | Partei der gesellschaftlichen Umgestaltung                                          | 2013          | 2018      |
| 240 | Sifa Zhengyidang                                                 | 司法正義黨                       | Justizgerechtigkeitspartei                                                          | 2013          |           |
| 241 | Taiwan Quanmindang                                               | 台灣全民黨                       | Partei des gesamten Volkes Taiwans                                                  | 2013          | 2018      |
| 242 | Gongpin Zhengyidang                                              | 公平正義黨                       | Gerechtigkeitspartei                                                                | 2013          | 2019      |
| 243 | Zhonghua Tuanjie Lianmeng                                        | 中華團結聯盟                     | Chinesische Solidaritätsunion                                                       | 2013          |           |
| 244 | Zhonghua Hepingdang                                              | 中華和平黨                       | Chinesische Friedenspartei                                                          | 2014          |           |
| 245 | Haodang                                                          | 豪黨                             | Hao-Partei                                                                          | 2014          |           |
| 246 | Xin Zhumin Gonghedan                                             | 新住民共和黨                     | Republikanische Partei der Neubürger                                                | 2013          |           |
| 247 | Taiwan Renmindang                                                | 台灣人民黨                       | Volkspartei Taiwans                                                                 | 2013          | 2018      |
| 248 | Pinghedang                                                       | 平和黨                           | Friedfertige Partei                                                                 | 2013          | 2018      |
| 249 | Zhonghua Wenhua Minzhudang                                       | 中華文化民主黨                   | Demokratische Partei der chinesischen Kultur                                        | 2013          |           |
| 250 | Zhongguo Guojia Shehui Laogong-dang                              | 中國國家社會主義勞工黨           | Nationalsozialistische Arbeiterpartei Chinas                                        | 2013          |           |
| 251 | Zhongguo Shengchandang                                           | 中國生産黨                       | Produktionspartei Chinas                                                            | 2014          |           |
| 252 | Yimin Lianmengdang                                               | 移民聯盟黨                       | Partei der Immigrantenkoalition                                                     | 2014          |           |
| 253 | Dazhonghua Shengchandang                                         | 大中華生産黨                     | Panchinesische Produktionspartei                                                    | 2014          | 2020      |
| 254 | Zhonghua Minzhu Xiangrikui Xianzheng Lianmeng                    | 中華民主向日葵憲政改革聯盟       | Chinesische Demokratische Union der Sonnenblumen-Verfassungsreform                  | 2014          |           |
| 255 | Laogongdang                                                      | 勞工黨                           | Arbeiterpartei                                                                      | 2014          |           |
| 256 | Zhonghua Minguo Jichedang                                        | 中華民國機車黨                   | Motorradpartei der Republik China                                                   | 2014          | 2018      |
| 257 | Tianzhou Heping Tongyi Jiatingdang                               | 天宙和平統一家庭黨               | Partei für das Universum, die friedliche Wiedervereinigung und die Familie          | 2014          |           |
| 258 | Jun´gaojiao Lianmengdang                                         | 軍公教聯盟黨                     | Partei der Union der Soldaten, Beamten und Lehrer                                   | 2014          |           |
| 259 | Shudang                                                          | 樹黨                             | Baumpartei                                                                          | 2014          |           |
| 260 | Taiwan Nongyuyedang                                              | 台灣農漁業聯盟                   | Union der Landwirtschaft und Fischerei Taiwans                                      | 2014          |           |
| 261 | Dadao Lianhedang                                                 | 大道聯合黨                       | Gemeinsame Dadao-Vereinigung                                                        | 2014          |           |
| 262 | Taiwan Hongmen Gongjidang                                        | 台灣洪門共濟黨                   | Partei der Solidarität der Hongmen Taiwans                                          | 2014          | 2018      |
| 263 | Xingfu Laogongdang                                               | 幸福勞工黨                       | Glückliche Arbeiterpartei                                                           | 2014          |           |
| 264 | Jingjidang                                                       | 經濟黨                           | Wirtschaftspartei                                                                   | 2014          |           |
| 265 | Zhonghua Daozheng Guo´andang                                     | 中華道政國安黨                   | Partei der chinesischen Daoisten und Staatssicherheit                               | 2014          |           |
| 266 | Hepingge Lianbangdang                                            | 和平鴿聯盟黨                     | Partei der Friedenstauben-Föderation                                                | 2015          |           |
| 267 | Shidai Liliang                                                   | 時代力量                         | Kraft der Ära (auch “New Power Party”)                                              | 2015          |           |
| 268 | Minguodang                                                       | 民國黨                           | Partei der Republik                                                                 | 2015          | 2019      |
| 269 | Shehui Minzhudang                                                | 社會民主黨                       | Sozialdemokratische Partei                                                          | 2015          |           |
| 270 | Quanguo Xingfu Laogongdang                                       | 全國幸福勞工黨                   | Landesweite Partei für glückliche Arbeiter                                          | 2015          |           |
| 271 | Zhonghua Minzu Hehedang                                          | 中華民族和合黨                   | Chinesische Partei für ethnische Harmonie                                           | 2015          |           |
| 272 | Ziyou Taiwandang                                                 | 自由台灣黨                       | Partei des freien Taiwan                                                            | 2015          |           |
| 273 | Taiwan Dulidang                                                  | 台灣獨立黨                       | Partei für die Unabhängigkeit Taiwans                                               | 2015          |           |
| 274 | Yangguang da Lianmeng                                            | 陽光大聯盟                       | Große Sonnenscheinunion                                                             | 2015          |           |
| 275 | Xinzheng Shijidang                                               | 新政世紀黨                       | Partei der neuen Politik des Jahrhunderts                                           | 2015          | 2019      |
| 276 | Zhongguo Weigongdang                                             | 中國為公黨                       | Chinas Partei für alle                                                              | 2015          | 2018      |
| 277 | Shehui Fulidang                                                  | 社會福利黨                       | Partei der Sozialwohlfahrt                                                          | 2015          |           |
| 278 | Fanmengdang                                                      | 泛盟黨                           | Panunionspartei                                                                     | 2015          |           |
| 279 | Taiwan Weilaidang                                                | 台灣未來黨                       | Partei der Zukunft Taiwans                                                          | 2015          |           |
| 280 | Zhonghua Qingnian Tongmenghui                                    | 中華青年同盟會                   | Chinesische Jugendliga                                                              | 2015          | 2019      |
| 281 | Lüdang Shehui Minzhudang Lianmeng                                | 綠黨社會民主黨聯盟               | Koalition der Grünen Partei mit der Sozialdemokratischen Partei                     | 2015          |           |
| 282 | Women Zijide Dang                                                | 我們自己的黨                     | Unsere eigene Partei                                                                | 2015          |           |
| 283 | Xin Xiwang Lianmeng                                              | 信心希望聯盟                     | Union für Glaube und Hoffnung                                                       | 2015          |           |
| 284 | Quanmin Canzheng Dalianmeng                                      | 全民參政大聯盟                   | Große Union für nationale Politik                                                   | 2015          |           |
| 285 | Fu´ermosha Zilidang                                              | 福爾摩沙自立黨                   | Formosa-Unabhängigkeitspartei                                                       | 2015          | 2018      |
| 286 | Hudang                                                           | 虎黨                             | Tiger-Partei                                                                        | 2015          |           |
| 287 | Shijie Sun Zhongshan Meihua Lianmeng                             | 世界孫中山梅花聯盟               | Weltweite Sun-Yatsen-Schlehenblüten-Koalition                                       | 2015          |           |
| 288 | Quanmin Xingfu Zhengdang Dalianmeng                              | 全民幸福政黨大聯盟               | Große Union für das Glück des ganzen Volkes                                         | 2015          |           |
| 289 | Xin Taiwan Guomindang Lianmeng                                   | 新台灣國民黨聯盟                 | Neue Guomindang-Koalition Taiwans                                                   | 2015          | 2019      |
| 290 | Huangjun Renmin Zhengdang                                        | 皇君人民政黨                     | Huangjun-Volkspartei                                                                | 2015          |           |
| 291 | Zhonghua Fuxingdang                                              | 中華復興黨                       | Chinesische Glückspartei                                                            | 2015          |           |
| 292 | Longguodang                                                      | 聾國黨                           | Partei für ein Land der Gehörlosen                                                  | 2015          |           |
| 293 | Zhongguo Taiwan Minzhu Zizhi Tongmeng                            | 中國台灣民主自治同盟             | Chinesische Liga für die Demokratische Autonomie Taiwans                            | 2016          |           |
| 294 | Jinmendang                                                       | 金門黨                           | Jinmen-Partei                                                                       | 2016          |           |
| 295 | Quanguo Renmindang                                               | 全國人民黨                       | Volkspartei der gesamten Nation                                                     | 2016          |           |
| 296 | Cimindang                                                        | 自民黨                           | Liberaldemokratische Partei                                                         | 2016          |           |
| 297 | Bentu Jianguo Lianmeng                                           | 本土建國聯盟                     | Lokale Staatsaufbau-Allianz                                                         | 2016          |           |
| 298 | Taiwan Minzhu Zizhi Tongmeng                                     | 臺灣民主自治同盟                 | Liga für die demokratische Selbstverwaltung Taiwans                                 | 2016          |           |
| 299 | Laodong zhi Minzhu Lianxian                                      | 勞動者民主連線                   | Demokratische Arbeiterverbindung                                                    | 2016          | 2019      |
| 300 | Zhonghua Qingnian Minzudang                                      | 中華青年民族黨                   | Nationalpartei der chinesischen Jugend                                              | 2016          |           |
| 301 | Taiwan Gupiaodang                                                | 台灣股票黨                       | Aktienpartei Taiwans                                                                | 2016          |           |
| 302 | Jinmen Gaoliangdang                                              | 金門高粱黨                       | Partei des Gaoliang von Jinmen                                                      | 2016          |           |
| 303 | Taiwan Jijindang                                                 | 臺灣基進黨                       | Taiwanische Staatsbildungspartei                                                    | 2016          |           |
| 304 | Zhonghua Gongmin Tongmendang                                     | 中華公民同盟黨                   | Partei der chinesischen Bürgerallianz                                               | 2016          |           |
| 305 | Taiwan Xinmindang                                                | 台灣新民黨                       | Neue Demokratische Partei Taiwans                                                   | 2016          |           |
| 306 | Taiwan Dongwu Baohudang                                          | 台灣動物保護黨                   | Tierschutzpartei Taiwans                                                            | 2016          |           |
| 307 | Zhonghua Wenhua Fuxing zaili Dang                                | 中華文化復興在理黨               | Partei der Chinesischen Kulturrenaissance                                           | 2016          |           |
| 308 | Zhonghua Daotong Lianmengdang                                    | 中華道統聯盟黨                   | Partei der Union der Chinesischen Orthodoxie                                        | 2016          |           |
| 309 | Huayi Hehedang                                                   | 華裔和合黨                       | Chinesische Harmoniepartei                                                          | 2016          |           |
| 310 | Qingnian Yangguangdang                                           | 青年陽光黨                       | Jugend-Sonnenschein-Partei                                                          | 2016          |           |
| 311 | Ren´ai Hepingdang                                                | 仁愛和平黨                       | Partei für Wohltätigkeit und Frieden                                                | 2017          |           |
| 312 | Minshengdang                                                     | 民生黨                           | Partei für Volkswohlfahrt                                                           | 2017          |           |
| 313 | Gongmin fan Meiti Longduan Lianmeng                              | 公民反媒體壟斷聯盟               | Allianz der Bürger gegen ein Medienmonopol                                          | 2017          |           |
| 314 | Qiangjiu Taiwan Xiwang Lianmengdang                              | 搶救台灣希望聯盟黨               | Unionspartei zur Rettung der Hoffnung Taiwans                                       | 2017          |           |
| 315 | Taiwan Renmin Gongchandang                                       | 臺灣人民共産黨                   | Kommunistische Partei des Volkes Taiwans                                            | 2017          |           |
| 316 | Zhongguo Heping Tongyidang                                       | 中國和平統一黨                   | Partei für die friedliche Vereinigung Chinas                                        | 2017          |           |
| 317 | Zhongguo Shijie Huaren Tongyi Cujindang                          | 中國世界華人統一促進黨           | Partei Chinas zur Förderung der Vereinigung der weltweiten Chinesen                 | 2017          |           |
| 318 | Fuyu Minshengdang                                                | 富裕民生黨                       | Partei zur Anhebung des Wohlstands des Volkes                                       | 2017          |           |
| 319 | Conghua Jiaoxin Lianmeng                                         | 宗華教信聯盟                     | Union der Conghua-Konfession                                                        | 2017          |           |
| 320 | Longdang                                                         | 龍黨                             | Drachenpartei                                                                       | 2017          |           |
| 321 | Taiwan Xuexidang                                                 | 台灣學習黨                       | Taiwan-Studienpartei                                                                | 2017          |           |
| 322 | Zhonghua Taiwan Yuanzhumin Tuanjiedang                           | 中華台灣原住民團結黨             | Chinesische Solidaritätspartei für Taiwans Ureinwohner                              | 2017          |           |
| 323 | Zhonghua Minzu Tongyidang                                        | 中華民族統一黨                   | Partei des Vereinigten Chinesentums                                                 | 2017          |           |
| 324 | Shijie Datongdang                                                | 世界大同黨                       | Welt-Datong-Partei                                                                  | 2017          |           |
| 325 | Zhongguo Taiwan Hongdang                                         | 中國台灣紅黨                     | Rote Partei von China - Taiwan                                                      | 2017          |           |
| 326 | Zhongguo Aiguodang                                               | 中國愛國黨                       | Patriotische Partei Chinas                                                          | 2017          |           |
| 327 | Quanmin Zhizhendang                                              | 全民執政黨                       | Regierungspartei des gesamten Volkes                                                | 2017          | 2020      |
| 328 | Zhonghua Minsheng Jingji Gaige Cujindang                         | 中華民生經濟改革促進黨           | Chinesische Partei zur Förderung der Reform von Volkswohlfahrt und Wirtschaft       | 2017          |           |
| 329 | Zhonghua Minguo 93 Dechaodang                                    | 中華民國 93 㤫潮黨               | Partei der 93-Moralströmung der Republik China                                      | 2017          |           |
| 330 | Guotai Min´andang                                                | 國泰民安黨                       | Partei für ein florierendes Land und den Frieden des Volkes                         | 2017          | 2019      |
| 331 | Aixindang                                                        | 愛心黨                           | Partei der Liebe                                                                    | 2017          |           |
| 332 | Aiguodang                                                        | 愛國黨                           | Patriotische Partei                                                                 | 2017          |           |
| 333 | Jiu Taiwan                                                       | 舊台灣                           | Altes Taiwan                                                                        | 2017          |           |
| 334 | Taiwan Quanmin Hepingdang                                        | 台灣全民和平黨                   | Nationale Friedenspartei Taiwans                                                    | 2017          |           |
| 335 | Sun Wen Zuyi Lixingdang                                          | 孫文主義力行黨                   | Partei der Sun Yat-sen-Lehre                                                        | 2017          |           |
| 336 | Da Zhonghua Gonghedang                                           | 大中華共和黨                     | Republikanische Partei Großchinas                                                   | 2017          |           |
| 337 | zhonghua Quanqiu Kejiadang                                       | 中華全球客家黨                   | Globale Chinesische Hakka-Partei                                                    | 2017          |           |
| 338 | Zuoyi Lianmeng                                                   | 左翼聯盟                         | Linke allianz                                                                       | 2018          |           |
| 339 | Zhonghua Aiguo Tongxinhui                                        | 中華愛國同心會                   | Chinesisch-Patriotische Vereinigung                                                 | 2018          |           |
| 340 | Taiwan Jingji Fazhandang                                         | 台灣經濟發展黨                   | Taiwans Partei für Wirtschaftsentwicklung                                           | 2018          |           |
| 341 | Guohui Zhengdang Lianmeng                                        | 國會政黨聯盟                     | Allianz der Parteien der Nationalversammlung                                        | 2018          | 2020      |
| 342 | Heyi Xindong Lianmeng                                            | 合一行動聯盟                     | Allianz der Einheitsaktion                                                          | 2019          | 2020      |
| 343 | Tianyidang                                                       | 天一黨                           | Tianyi-Partei                                                                       | 2018          |           |
| 344 | Zhonghua Renmin Tuanjie Tongxindang                              | 中華人民團結同心黨               | Vereinigte und einige Partei des chinesischen Volkes                                | 2019          |           |
| 345 | Hehe wenhuadang                                                  | 和合文化黨                       | Partei der harmonischen Kultur                                                      | 2019          |           |
| 346 | Anding Liliang                                                   | 安定力量                         | Stabile Kraft                                                                       | 2019          |           |
| 347 | Zhongguo Hongse Tongyidang                                       | 中國紅色統一黨                   | Vereinigte Rote Partei Chinas                                                       | 2019          |           |
| 348 | Xiledao Lianmeng                                                 | 喜樂島聯盟                       | Formosa-Allianz                                                                     | 2019          |           |
| 349 | Baise Lianmeng                                                   | 白色聯盟                         | Weiße Allianz                                                                       | 1894          |           |
| 350 | Taiwan Minzhongdang                                              | 台灣民眾黨                       | Taiwanische Volkspartei                                                             | 2019          |           |
| 351 | Jiafu Gongde Lianmeng                                            | 嘉福公德聯盟                     | Allianz der öffentlichen Jiafu-Moral                                                | 2019          |           |
| 352 | Yibian Yiguo Xingdongdang                                        | 一邊一國行動黨                   | Eine-Seite-ein-Land-Aktionspartei                                                   | 2019          | 2020      |
| 353 | Tongyi Lianmengdang                                              | 統一聯盟黨                       | Vereinigte Koalitionspartei                                                         | 2019          |           |
| 354 | Jiceng Lianmeng                                                  | 基層聯盟                         | Basisallianz                                                                        | 2019          |           |
| 355 | Taipeng Guojifa Fali Jianguodang                                 | 台澎國際法法理建國黨             | Partei des Aufbaus eines Staates von Taiwan und Penghu entsprechend dem Völkerrecht | 2019          |           |
| 356 | Taiwan Weixin                                                    | 台灣維新                         | Taiwan-Erneuerungspartei                                                            | 2019          |           |
| 357 | Xiaomin Canzheng Oubasang Lianmeng                               | 小民参政歐巴桑聯盟               | Allianz der politisch benachteiligten Oubasang                                      | 2019          |           |
| 358 | Chucun Zhenshi – Yinwei Ai                                       | 儲存真實‧因為愛                  | Das Echte erhalten – Deshalb Lieben                                                 | 2019          |           |
| 359 | Quanmin Shuiwu Fuwudang                                          | 全民稅務服務黨                   | Nationale Steuerpflichtpartei                                                       | 2019          |           |
| 360 | Guojia Gongyi Yundongdang                                        | 國家公義運動黨                   | Nationale Partei der Gerechtigkeitsbewegung                                         | 2019          |           |
| 361 | Chuangxin Minzhudang                                             | 創新民主黨                       | Demokratische Innovationspartei                                                     | 2019          |           |
| 362 | Zhonghua Zhongzhengdang                                          | 中華中正黨                       | Chinesische Chiang Kai-shek-Partei                                                  | 2020          | 2020      |
| 363 | Daozheng Lianmeng                                                | 道政聯盟                         | Daoistische Allianz                                                                 | 2019          |           |
| 364 | Shanggong Tongyi Cujinhui                                        | 商工統一促進會                   | Vereinigung zur Förderung von Handel und Industrie                                  | 2020          |           |
| 365 | Huanle Wufadang                                                  | 歡樂無法黨                       | Partei der unwiderstehlichen Freude                                                 | 2019          |           |
| 366 | Taiwan Shuangyu Wufadang                                         | 臺灣雙語無法黨                   | Partei der unwiderstehlichen Zweisprachigkeit                                       | 2020          |           |
| 367 | Xia Chao Lianhehui                                               | 夏潮聯合會                       | Xia Chao-Föderation                                                                 | 2019          |           |
| 368 | Jinse Liliangdang                                                | 金色力量黨                       | Partei der goldenen Kraft                                                           | 2020          |           |
| 369 | Zhongguo Shumindang                                              | 中國庶民黨                       | Partei der gewöhnlichen Leute Chinas                                                | 2020          |           |
| 370 | Taiwan Xin Zhumindang                                            | 台灣新住民黨                     | Partei der Neubürger Taiwans                                                        | 2020          |           |